# Множество
В математиката множеството представлява съвкупност от различни обекти, наричани още елементи, която се разглежда като едно цяло. Елементите в множествата не могат да се повтарят и не са подредени по специален ред. Множествата са едни от най-важните обекти в математиката, въпреки че са въведени за първи път едва в края на XIX век. Математическата дисциплина, която разглежда изучаването на тяхната структура и свойства, се нарича теория на множествата. Цялата съвременна математика се изгражда логически на нейна основа.

## Дефиниции
Интуитивно, множеството представлява съвкупност от обекти. Обектите се наричат негови елементи и се казва, че принадлежат на множеството. Например, числото 1 е елемент на множеството ⭐️на естествените числа, София принадлежи на множеството на всички световни столици.
Наредбата на елементите и броят на срещанията на даден елемент в множеството са без значение. Две множества A и B са равни, когато имат едни и същи елементи (тоест всеки елемент на A е елемент и на B и обратно). С теоретично значение се въвежда понятието празно множество, което представлява множество без елементи.
Горната дефиниция не е напълно коректна, защото използва понятието съвкупност, без да го дефинира. Всеки опит за точно дефиниране на съвкупност би довел до кръгова дефиниция. Поради това в математиката понятията множество и принадлежи се приемат за първични и не се дефинират строго. Всички други математически понятия могат да бъдат строго дефинирани, използвайки само тези два термина. Например елемент на множеството A се дефинира като всяко множество B, което принадлежи на A.

### Подмножество
Множеството {\displaystyle A} се нарича подмножество на множеството {\displaystyle B}, когато всеки елемент на {\displaystyle A} е елемент и на {\displaystyle B}. Това означава, че от {\displaystyle a\in A} следва {\displaystyle a\in B}, както и че от {\displaystyle a\not \in B} следва {\displaystyle a\not \in A}. Когато {\displaystyle A} е подмножество на {\displaystyle B}, се пише {\displaystyle A\subset B} или {\displaystyle B\supset A}.

### Празно множество
Празното множество {\displaystyle \varnothing } въобще няма елементи и поради това е ясно, че за всеки обект {\displaystyle x} е в сила {\displaystyle x\not \in \varnothing }. Празното множество е подмножество на всяко множество – изпълнено е включването {\displaystyle \varnothing \subset A} за всяко множество {\displaystyle A}.

## Описание
Едно множество се описва по два начина – с изброяване на елементите му или със задаване на условие, което те удовлетворяват.

## Свойства

### Равенство
Две множества са равни тогава и само тогава, когато всеки елемент на едното е елемент и на другото.

### Крайност и безкрайност
Едно множество се нарича крайно, ако то съдържа n на брой елемента, където n е естествено число (може да бъде и 0). В противен случай, множеството се нарича безкрайно (виж. също дефиниция на безкрайно множество по Дедекинд).

### Равномощност
Две множества се наричат равномощни, когато съществува взаимноеднозначно изображение между тях. Например в случая на множества с краен брой елементи това означава те да съдържат равен брой елементи.

### Изброимост
Едно безкрайно множество се нарича изброимо, когато е равномощно на множеството на естествените числа.

## Действия с множества

### Сечение (A∩B{\displaystyle \mathrm {A} \cap \mathrm {B} })
Под сечение на две множества А и В разбираме множеството {\displaystyle C=A\cap B:=\{x\in A} и {\displaystyle x\in B\}} .
За операцията сечение на множестваважат комутативният и асоциативният закон;
{\displaystyle A\cap B=B\cap A} .
{\displaystyle (A\cap B)\cap C=A\cap (B\cap C)}.

### Обединение (A∩B{\displaystyle \mathrm {A} \cap \mathrm {B} })
Под обединение на две множества А и В се разбира множеството {\displaystyle C=A\cup B:=\{x\in A} или {\displaystyle x\in B\}}.
За действието обединение важат комутативния и асоциативният закон:
- {\displaystyle A\cup B=B\cup A}.
- {\displaystyle (A\cup B)\cup C=A\cup (B\cup C)}.
Между операциите обедиенение и сечение важат дистрибутивните закони (разместителното свойство в математиката):
- {\displaystyle (A\cap B)\cup C=(B\cup C)\cap (A\cup C)}.
- {\displaystyle (A\cup B)\cap C=(B\cap C)\cup (A\cap C)}.
| {\displaystyle A\cap B} | {\displaystyle A\cup B} | {\displaystyle A\setminus B} |